# Umm al-Fahm
Umm al-Fahm (hebr. אום אל-פחם; arab. أم الفحم) – miasto położone w dystrykcie Hajfa w Izraelu.

## Demografia
Zgodnie z danymi Izraelskiego Centrum Danych Statystycznych w 2006 roku w mieście żyło 42,2 tys. mieszkańców, wszyscy Arabowie.
Zgodnie z danymi Izraelskiego Centrum Danych Statystycznych w Umm al-Fahm w 2000 r. było 5843 zatrudnionych pracowników i 1089 pracujących na własny rachunek. Pracownicy otrzymujący stałe pensje zarabiali w 2000 r. średnio 2855 NIS, i otrzymali w ciągu roku podwyżki średnio o 3,4%. Przy czym mężczyźni zarabiali średnio 3192 NIS (podwyżka o 4,6%), a kobiety zarabiały średnio 1466 NIS (obniżka o -12,6%). W przypadku osób pracujących na własny rachunek średnie dochody wyniosły 4885 NIS. W 2000 roku w Umm al-Fahm były 488 osoby otrzymujące zasiłek dla bezrobotnych i 4949 osoby otrzymujące świadczenia gwarantowane.
Populacja miasta pod względem wieku (dane z 2006):
| Wiek (w latach) | Procent populacji w % |
| --------------- | --------------------- |
| 0-4             | 14,5%                 |
| 5-9             | 15,3%                 |
| 10-14           | 12,1%                 |
| 15-19           | 9,1%                  |
| 20-29           | 15,4%                 |
| 30-44           | 20,4%                 |
| 45-59           | 8,7%                  |
| ponad 60        | 4,5%                  |

Źródło danych: Central Bureau of Statistics.

## Oświata
W Umm al-Fahm znajduje się 12 szkół podstawowych i 7 szkół średnich, w których ogółem uczy się 9,1 tys. uczniów.

## Galeria

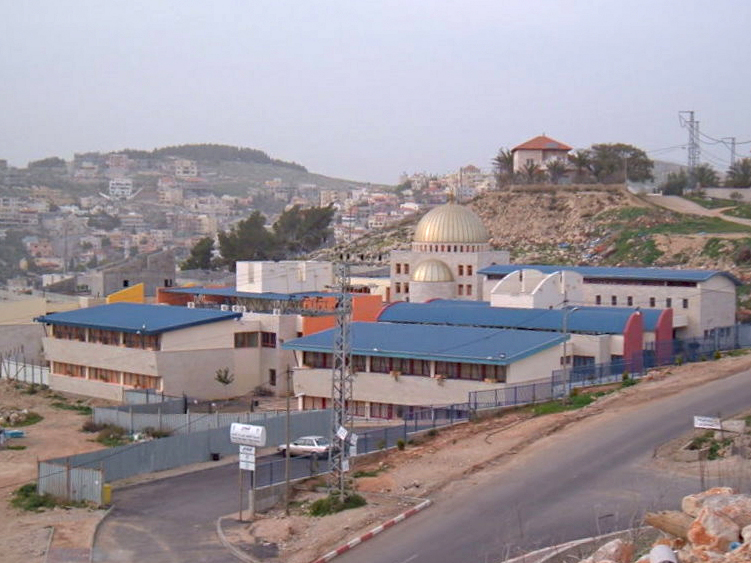
Szkoła w Umm al-Fahm.